# Waldemar III van Denemarken
Waldemar III (1314 - 1364) was koning van Denemarken van 1326 tot 1329. Hij was ook hertog van Sleeswijk (als Waldemar V) van 1325-1326 en 1330-1364. Hij was een zoon van Hertog Erik II van Sleeswijk (zoon van Hertog Waldemar IV van Sleeswijk) en Adelheid van Holstein (dochter van Graaf Hendrik I van Holstein-Rendsburg. In 1340 trouwde hij met Richardis van Lauenburg.

Kinderen:
- Hendrik († 1375), Hertog van Sleeswijk
- Waldemar († ca. 1364)

Waldemar werd in 1326 op elfjarige leeftijd door zijn oom en voogd Gerard II van Holstein in de plaats van Christoffel II op de Deense troon gezet. Daarmee werd Gerard III praktisch de regent over Denemarken. Daarvoor liet hij zich met het hertogdom Sleeswijk belenen. Omstreeks 1329 deed Waldemar afstand van de Deense kroon, omdat hij zich tegen zijn tegenstanders Christoffel II en Johan van Plön niet meer verdedigen kon. Christoffel II's jongste zoon Waldemar (IV) Atterdag volgde zijn vader, na een interregnum van acht jaar, op als koning, na de moord op Gerard III in 1340.
Waldemars (III) enige zuster Helvig zou in 1340 trouwen met Waldemar IV van Denemarken.
Gorm · Harald I · Sven I · Harald II · Knoet II · Knoet III · Magnus I · Sven II · Harald III · Knoet IV · Olaf I · Erik I · Niels · Erik II · Erik III · Sven III · Knoet V · Waldemar I · Knoet VI · Waldemar II · Erik IV · Abel · Christoffel I · Erik V · Erik VI · Christoffel II · Waldemar III · Christoffel II · Waldemar IV · Olaf II · Margaretha I · Erik VII · Christoffel III · Christiaan I · Johan · Christiaan II · Frederik I · Christiaan III · Frederik II · Christiaan IV · Frederik III · Christiaan V · Frederik IV · Christiaan VI · Frederik V · Christiaan VII · Frederik VI · Christiaan VIII · Frederik VII · Christiaan IX · Frederik VIII · Christiaan X · Frederik IX · Margrethe II · Frederik X
- Gemeinsame Normdatei: 136069835
- Virtual International Authority File: 80476588